# Instituto Ronald McDonald

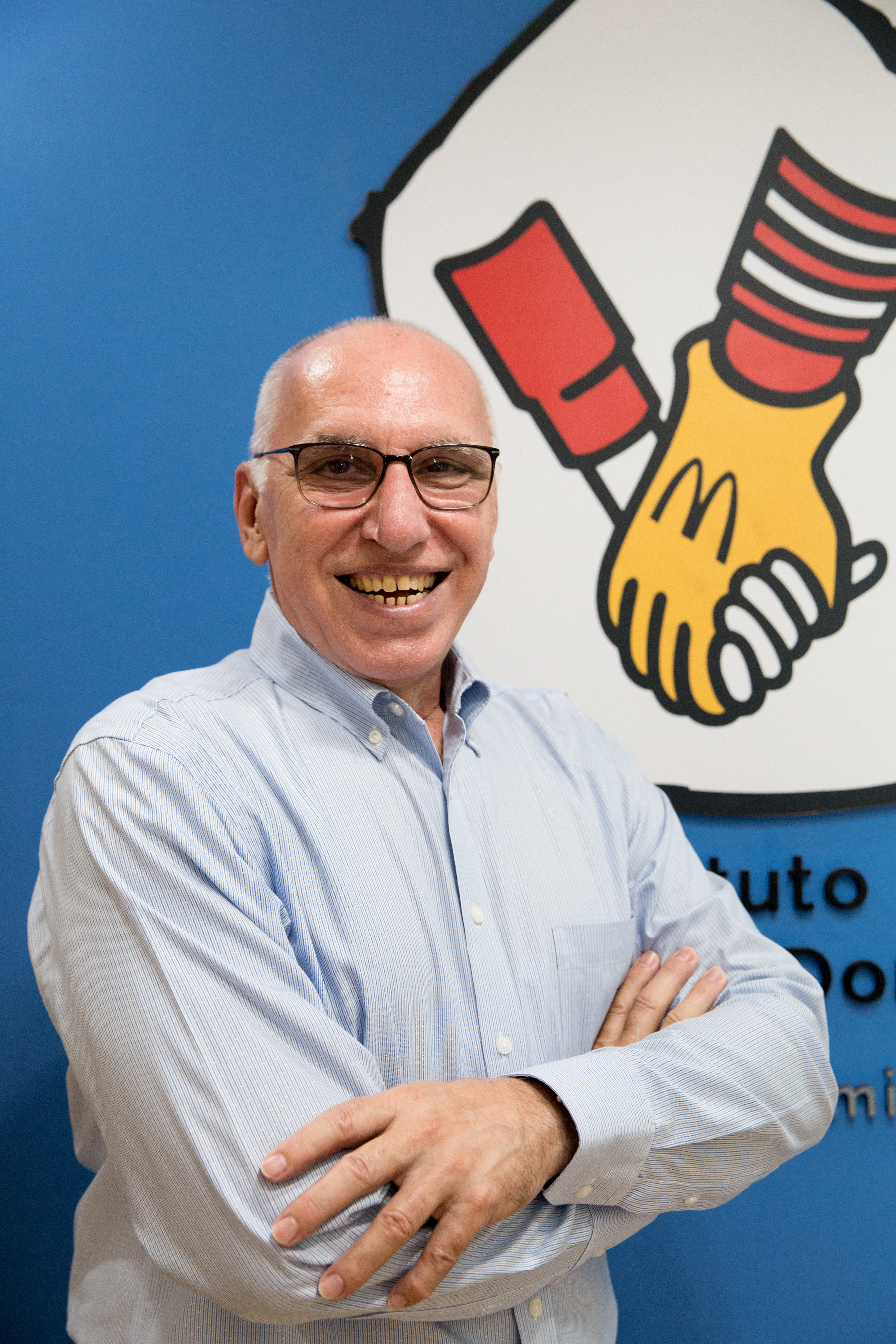
Chico Neves - Fundador e Superintendente Institucional do Instituto Ronald McDonald

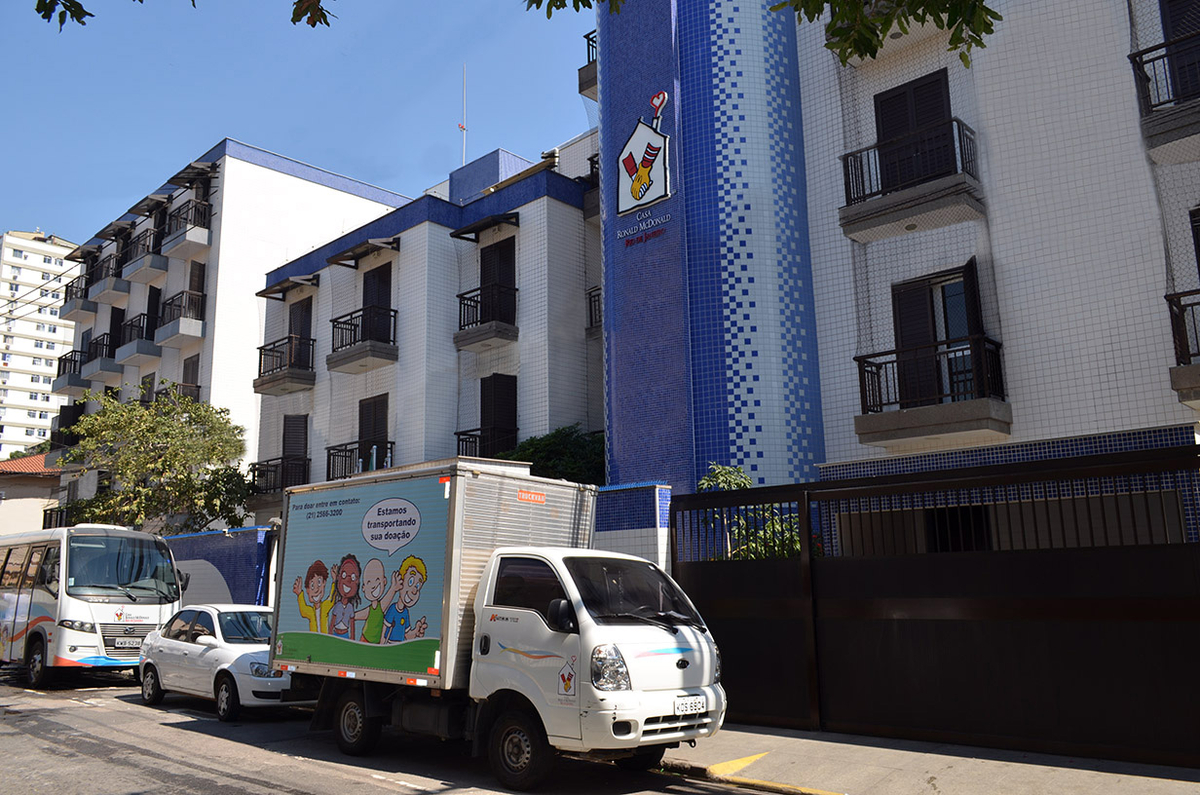
Casa Ronald McDonald RJ - Primeira Casa Ronald da América Latina

Fundado em 8 de abril de 1999, o Instituto Ronald McDonald é uma organização sem fins lucrativos e tem como objetivo promover saúde e bem-estar para crianças e jovens e seus familiares e contribuir para aumentar as chances de cura do câncer infantojuvenil no Brasil.
Parte do sistema beneficente global Ronald McDonald House Charities (RMHC), presente em mais de 60 países, o Instituto Ronald McDonald tem como meta aumentar as chances de cura do câncer infantojuvenil aos mesmos patamares dos países com alto Índice de Desenvolvimento Humano (IDH), que podem chegar a 80% de chances de cura. Segundo dados do Instituto Nacional de Câncer (Inca), hoje, no Brasil, a chance média de sobrevivência da doença é de 64%.

## Metodologia
No Brasil, a ONG coordena os programas globais: Casa Ronald McDonald, voltado para a hospedagem, transporte, alimentação e apoio psicossocial dos pacientes; e o Programa Espaço da Família, que torna menos desgastante o dia a dia das famílias durante o tratamento dentro dos hospitais.
A organização coordena ainda outros dois programas nacionais: Atenção Integral e Diagnóstico Precoce do Câncer Infantojuvenil para disseminar conhecimento sobre os sinais e sintomas da doença em crianças. Para desenvolver e manter seus programas, o Instituto depende exclusivamente do apoio de doações de pessoas físicas e jurídicas.

## História
No final da década de 1980, Marquinhos Neves, filho de Francisco e Sônia Neves, lutava contra a leucemia no hospital do Instituto Nacional de Câncer (Inca) e, para tentar salvar sua vida, era preciso um transplante de medula não aparentado. No entanto, não havia tecnologia no Brasil para a realização do procedimento. Então, a família Neves realizou uma campanha para conseguir recursos com a intenção de levar o filho ao Memorial Hospital de Nova Iorque. Já nos Estados Unidos, a família conheceu a Casa Ronald McDonald de Nova Iorque, que os abrigou até o falecimento de Marquinhos, em janeiro de 1990.
Já no Brasil, na coletiva de imprensa do McDia Feliz de 1991, Francisco Neves encontrou com o Peter Rodenbeck, responsável pela REALCO, empresa que trouxe o McDonald para o Brasil. Na ocasião, Chico, como é conhecido, questionou o representante da rede porque não havia uma Casa Ronald McDonald no Brasil. Surpreso, Peter respondeu questionando se ele conhecia o programa e, então, foi firmado o compromisso de construir, com os recursos da campanha do ano seguinte, a primeira Casa Ronald McDonald da América Latina e a 162ª unidade do mundo.
No entanto, devido à crise econômica que assolou o Brasil na época, o McDia Feliz, que seria utilizado para a construção da casa de apoio, foi adiado para o ano de 1993. Em 24 de outubro de 1994, dia do aniversário de 20 anos da primeira Casa Ronald McDonald no mundo, localizada na Filadélfia, nos EUA, a primeira filial da América Latina da entidade foi inaugurada no Rio de Janeiro. Em 1999, foi fundado o Instituto Ronald McDonald no Brasil pelo franqueado do McDonald's Ronald Monteiro.

## Sobre a Causa
Pelo menos um novo caso de câncer infantojuvenil surge a cada hora no Brasil. Esta é a doença que mais mata crianças e adolescentes em nosso país. O câncer em crianças e adolescentes na faixa etária de 01 a 19 anos é considerado raro quando comparado ao câncer em adultos, correspondendo entre 1% e 4% de todos os tumores malignos registrados no Brasil, de acordo com a publicação Estimativa | 2018 – Incidência de Câncer no Brasil. A análise realizada pelo Instituto Nacional de Câncer (INCA) calcula a ocorrência de cerca de 12.500 casos novos de câncer em crianças e adolescentes até os 19 anos. Assim como em países de alto Índice de Desenvolvimento Humano (IDH), no Brasil, o câncer representa a primeira causa de morte por doença entre crianças e adolescentes de 1 a 19 anos, perdendo a primeira posição apenas para as causas externas, ou seja, mortes por acidentes, afogamentos, por exemplo.
A chance média de sobrevivência à doença é estimada pelo Instituto Nacional de Câncer (Inca) em 64%. Porém, as chances não são as mesmas em todas as regiões do país. Conforme o levantamento feito pelo Inca, enquanto as chances médias de sobrevivência nas regiões Sul são 75% e na Região Sudeste são 70%, nas Região Centro-Oeste, Nordeste e Norte elas são 65%, 60% e 50% respectivamente. Isso significa que a cada 10 crianças em tratamento para a doença no Sul, cerca de sete crianças sobrevivem e três morrem. Na Região Norte, de cada 10 crianças tratadas, cinco morrem. Esses números, porém, também não refletem a realidade brasileira pois se referem apenas às chances de crianças que conseguem chegar ao tratamento. Infelizmente, devido à defasagem de atualização e à imprecisão dos Registros Hospitalares de Câncer como fonte, não se pode afirmar com certeza, mas estima-se que cerca de 30% dos pequenos e jovens pacientes sequer cheguem a ser tratadas a cada ano.
Um dos principais fatores atribuídos ao diagnóstico tardio da doença se deve ao fato de os sintomas da enfermidade não se diferenciarem dos de outras doenças comuns na infância. Por isso, o conhecimento sobre o câncer é um fator determinante para um diagnóstico seguro e rápido.
É extremamente importante reconhecer os sinais e sintomas encaminhando a criança precocemente para um diagnóstico e para o tratamento adequado em centros especializados. A capacitação dos estudantes e profissionais de saúde em diagnóstico precoce de câncer infantojuvenil, campanhas de conscientização sobre sinais e sintomas da doença, além de uma ampla divulgação sobre a doença entre toda a sociedade, são algumas das principais estratégias possíveis para aproximar as famílias da cura. Ações estas que são protagonizadas e impulsionadas pelo Instituto Ronald McDonald em todo o país.
Desde sua fundação, o Instituto Ronald McDonald mobiliza uma extensa rede de parceiros para o apoio à causa do câncer infantojuvenil e atua em parceria estratégica com instituições fundamentais na definição de diretrizes e estratégias de enfrentamento à enfermidade no país como o Instituto Nacional de Câncer (Inca), a Sociedade Brasileira de Oncologia Pediátrica (Sobope) e a Confederação Nacional das Instituições de Apoio e Assistência à Criança e ao Adolescente com Câncer (CONIACC). Os recursos arrecadados pelas diversas fontes de recursos do Instituto são destinados ao desenvolvimento e coordenação de programas e o apoio a projetos voltados para a melhoria do atendimento integral ao jovem paciente de câncer e seus familiares, aproximando essas famílias da cura da doença.

## Programa Casa Ronald McDonald
O Programa Casa Ronald McDonald é um dos principais Programas Globais da Ronald McDonald House Charities e no Brasil é coordenado pelo Instituto Ronald McDonald.
Com o conceito de ser “uma casa longe de casa” para crianças e adolescentes com câncer e seus familiares, que estão em tratamento fora de suas cidades de origem, as Casas Ronald McDonald oferecem gratuitamente hospedagem, alimentação, transporte e suporte psicossocial para as crianças e os jovens pacientes e seus acompanhantes.
Ao se tornar uma Casa Ronald McDonald, a instituição recebe uma licença, uma certificação internacional da Ronald McDonald House Charities que reconhece os mais altos padrões de qualidade de atendimento e garante que o padrão de uma Casa Ronald McDonald seja o mesmo em qualquer lugar do mundo. No Brasil, o Programa Casa Ronald McDonald está presente desde 1994, com a instalação da primeira Casa Ronald McDonald na América Latina e 162º no mundo, na cidade do Rio de Janeiro. Atualmente o Instituto coordena sete unidades em operação no Brasil: Rio de Janeiro, São Paulo Moema e Itaquera, ABC, Jahu, Campinas e Belém.

## Programa Espaço da Família
O Programa Espaço da Família faz parte do conjunto de programas globais do Sistema RMHC e tem como princípio tornar menos desgastante o dia a dia das famílias durante o tratamento dentro dos hospitais. O programa oferece conforto e acolhimento dentro das unidades médicas para famílias e pacientes com câncer infantojuvenil.
Dessa forma, o programa concorre para a redução do abandono do tratamento da doença, porque oferece um ambiente com infraestrutura que transformam o momento da espera em um processo menos desgastante para a família, além de ajudar no contato entre a equipe médica e os familiares.
No Brasil, o programa é coordenado pelo Instituto Ronald McDonald, que atua na análise das instituições, além do acompanhamento da implementação do espaço e da obtenção da licença com a RMHC Global com o propósito de garantir os padrões de qualidade e excelência.